# Rotax 912
Los Rotax 912 son una familia de motores aeronáuticos a pistón de cuatro tiempos y cuatro cilindros opuestos, horizontalmente, refrigerados por aire y agua construidos por el fabricante austriaco Rotax. Los motores de la serie 912 producen entre 80 y 100 HP (59 a 73,5 kW).

## Variantes
El motor está disponible en las siguientes versiones:
912 A#
Motor de 80 hp, con certificado JAR 22.
912 F#
Motor de 80 hp, con certificado FAR 33.
912 iS
Motor de 100 hp
912 iSc
Motor de 100 hp
912 S#
Motor de 100 hp, con certificado FAR 33.
912 UL#
Motor de 80 hp
912 ULS#
Motor de 100 hp

## Aplicaciones
- 3I Sky Arrow
- 3Xtrim 3X55 Trener
- Advanced Aeromarine Buccaneer II
- Aero Adventure Aventura II & XLR
- AeroAndina MXP-150 Kimbaya
- AeroAndina MXP-158 Embera
- Aero & Tech Nexth
- Aero AT-3
- Aero Bravo Bravo 700
- Aero Bravo Sky Ranger
- Aerocomp VM-1 Esqual
- Aeroflying Sensation
- Aero-Kros MP-02 Czajka
- Aeroprakt A-20
- Aeroprakt A-22
- Aeros-2
- Aeros Cross Country
- Aerosun Waman
- Aeropilot Legend 540
- Aero Synergie J300 Joker
- Aero Synergie Jodel D20
- Airborne Edge
- Airborne XT
- Air Creation Clipper
- AirLony Skylane
- Airmax Sea Max
- AMD Zodiac
- Antares MA-34
- Antonov T-2M Maverick
- Aquila A 210
- ARV Super2
- Aviastroitel AC-5MP
- Aviate Raptor
- Avid Flyer
- ASAP Chinook Plus 2
- B&F Fk9
- B&F Fk12
- B&F Fk14 Polaris
- Blue Yonder Merlin
- Blue Yonder Harvard
- Blue Yonder King Cobra
- Blue Yonder EZ Flyer
- Blue Yonder Twin Engine EZ Flyer
- BRM Aero Bristell
- Buzzman L'il Buzzard
- Capella XLS
- Carlson Sparrow
- CFM Shadow
- Coavio DF 2000
- Cosmos Phase III
- CZAW SportCruiser
- Dallach Sunwheel
- Denney Kitfox
- Diamond DA20-A1 Katana
- Diamond HK36 Super Dimona
- Dyn'Aero MCR01
- Dyn'Aéro MCR4S
- Dyn'Aéro Twin-R
- Euro-ALA Jet Fox
- Elitar-202
- Elitar Sigma
- Euro Fly FB5 Star Light
- Europa XS
- Evektor SportStar
- Fantasy Air Allegro
- Fisher Dakota Hawk
- Flight Design CTSW
- Golden Circle Air T-Bird
- General Atomics MQ-1 Predator
- IAE VUT Marabou
- IAR-46
- ICON A5
- ICP Savannah
- ICP Vimana
- InterPlane Skyboy
- Ion Aircraft Ion
- Jihlavan Skyleader
- Kappa 77 KP 2U-SOVA
- Kolb Kolbra
- Kolb Mark III Xtra
- Kolb Slingshot
- LH-10 Ellipse
- Liberty XL2
- Lilienthal Bekas
- Lockwood Aircam
- Lockwood Super Drifter
- Mainair Blade
- Medway Av8R
- Medway EclipseR
- Moyes Dragonfly
- M-Squared Breese
- Murphy Renegade
- New Avio C205
- OSKBES MAI-208
- Phantom II
- P&M GT450
- Pegasus Quantum
- Pegasus Quik
- Aeroitba Petrel 912i
- Piper Sport
- Pipistrel Alpha Trainer
- Pipistrel Sinus
- Pipistrel Virus
- Quicksilver GT500
- RagWing RW19 Stork
- RagWing RW22 Tiger Moth
- RagWing RW26 Special II
- Rainbow Aerotrike
- Rans S-6 Coyote II
- Rans S-7 Courier
- Rans S-10 Sakota
- Rans S-11 Pursuit
- Rans S-12 Airaile
- Rans S-16 Shekari
- Rans S-19 Venterra
- Remos GX
- Risen
- Roko Aero NG4
- S-Wing Swing
- Shark.Aero Shark
- Skyeton K-10 Swift
- Summit 2
- Skyleader 200
- SlipStream Genesis
- Solo Wings Aquilla
- Sport Copter Vortex
- Tecnam P 92
- Tecnam P2002
- Tecnam P2004
- Tecnam P2006T
- Tecnam P2008
- Terrafugia Transition
- Titan Tornado
- TL Ultralight TL-3000 Sirius
- TMM Avia T-10 Avia-Tor
- Ultravia Pelican
- Urban Air Samba
- US Light Aircraft Hornet
- Van's Aircraft RV-12
- Zenith STOL CH 701